# Solen crosnieri
Solen crosnieri is een tweekleppigensoort uit de familie van de Solenidae. De wetenschappelijke naam van de soort is voor het eerst geldig gepubliceerd in 1989 door Cosel.